# 青羊宮窯址
青羊宮窯址，又称成都隋唐窑址，位於四川省成都市青羊區，青羊宫附近，為隋唐时期古窑遗址。1991年4月16日公佈為四川省第三批文物保護單位。现位于成都隋唐窑址博物馆内。

## 图片

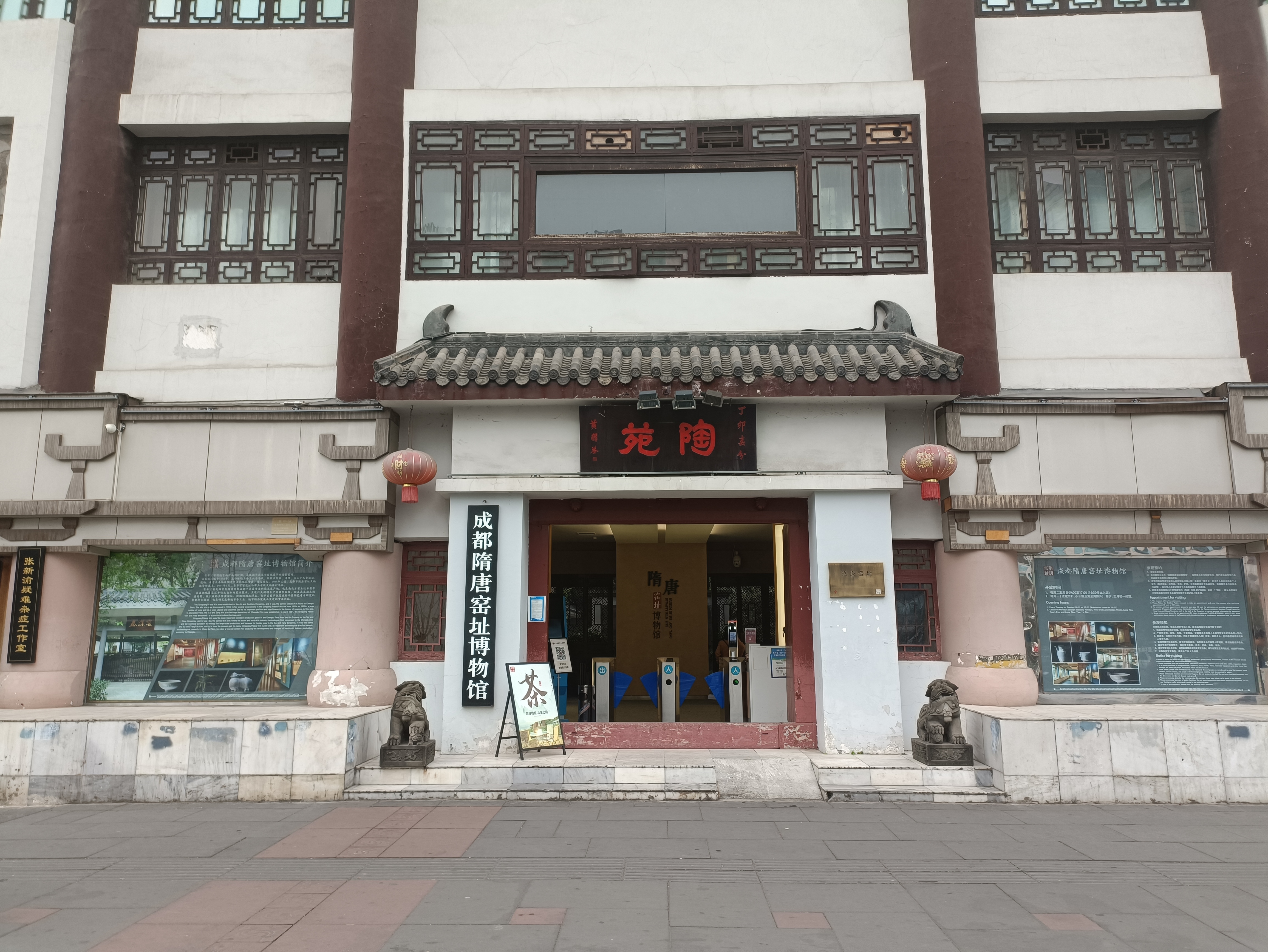
成都隋唐窑址博物馆大门
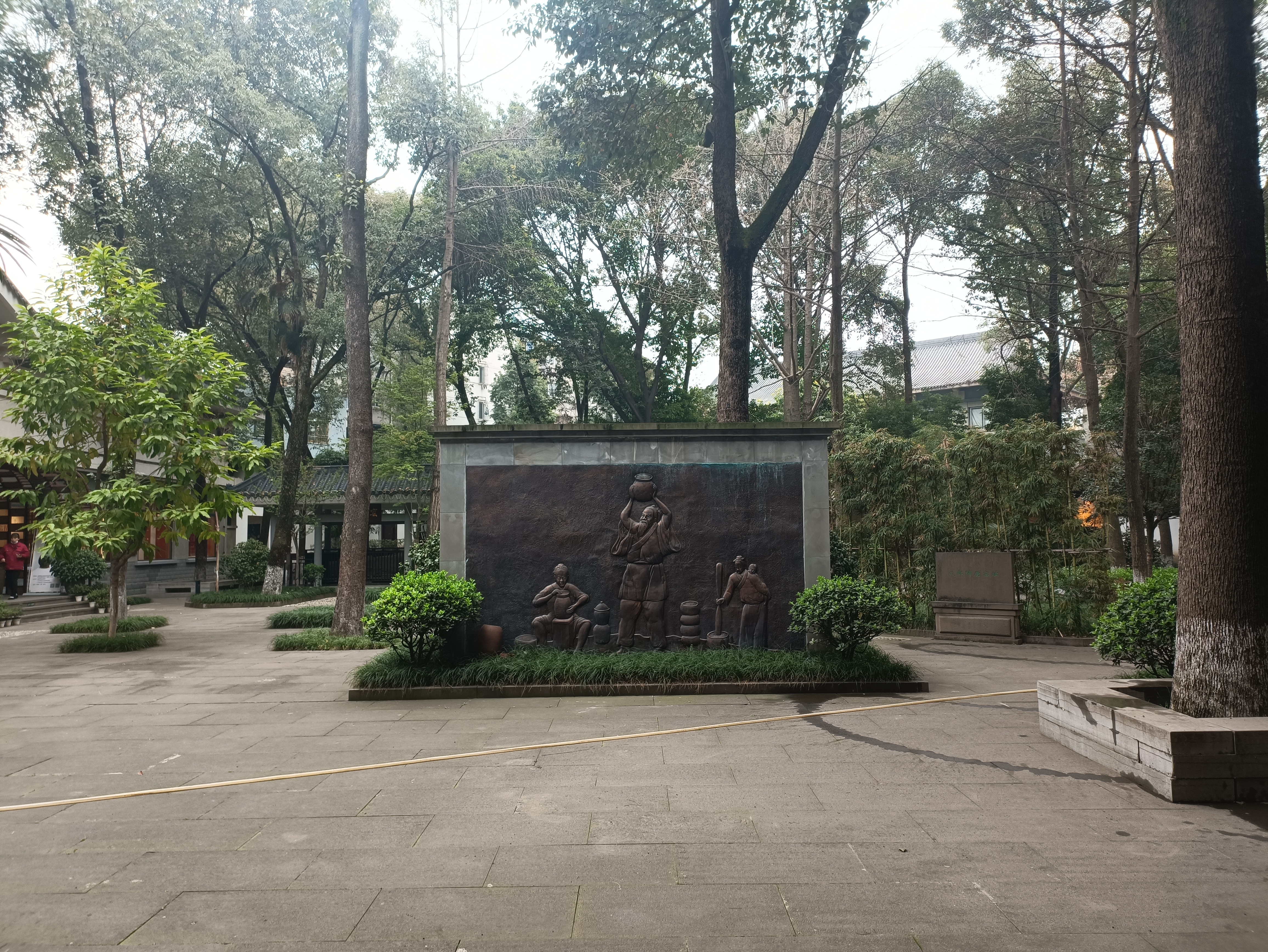
博物馆院内
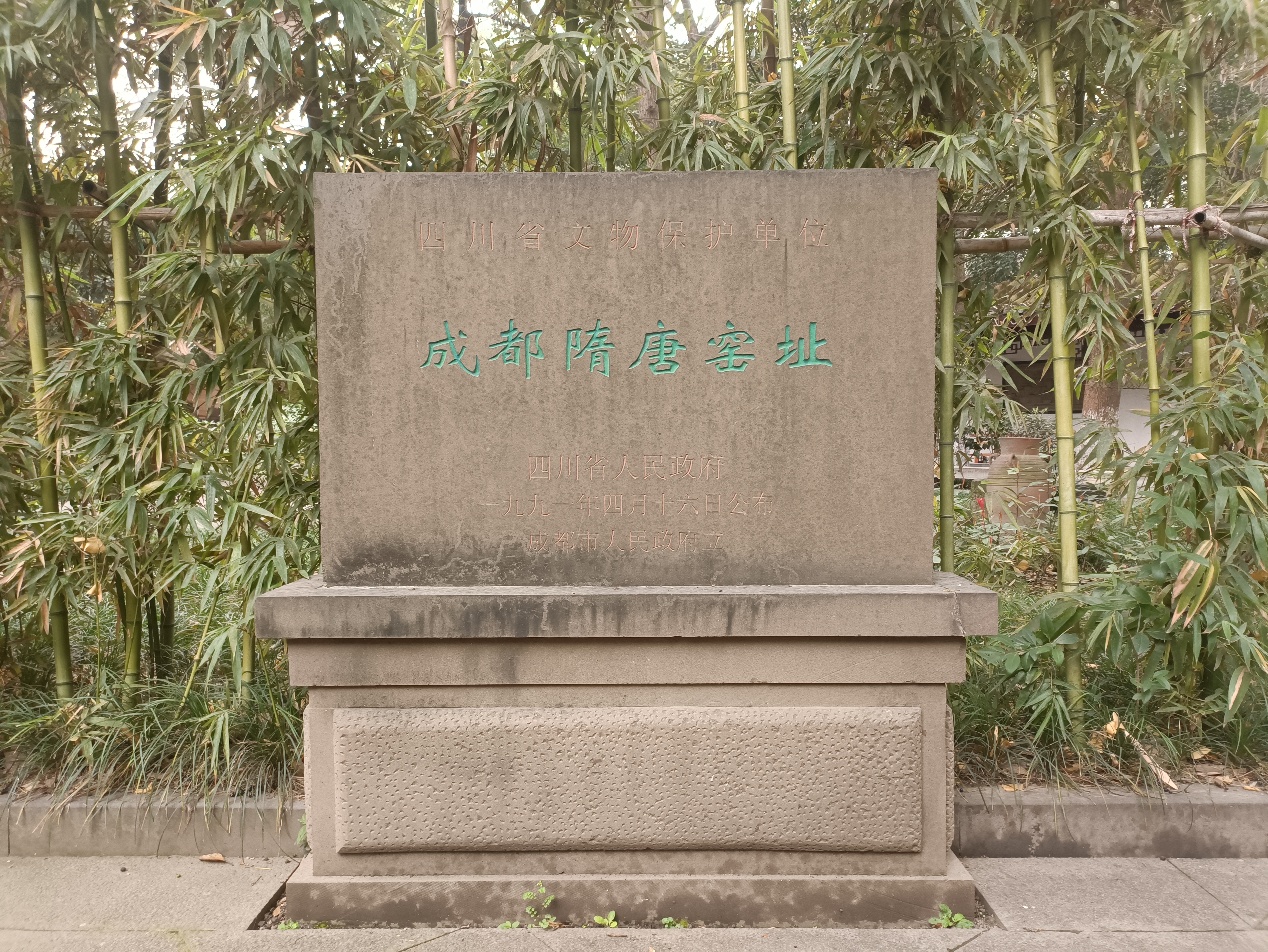
成都隋唐窑址文保碑
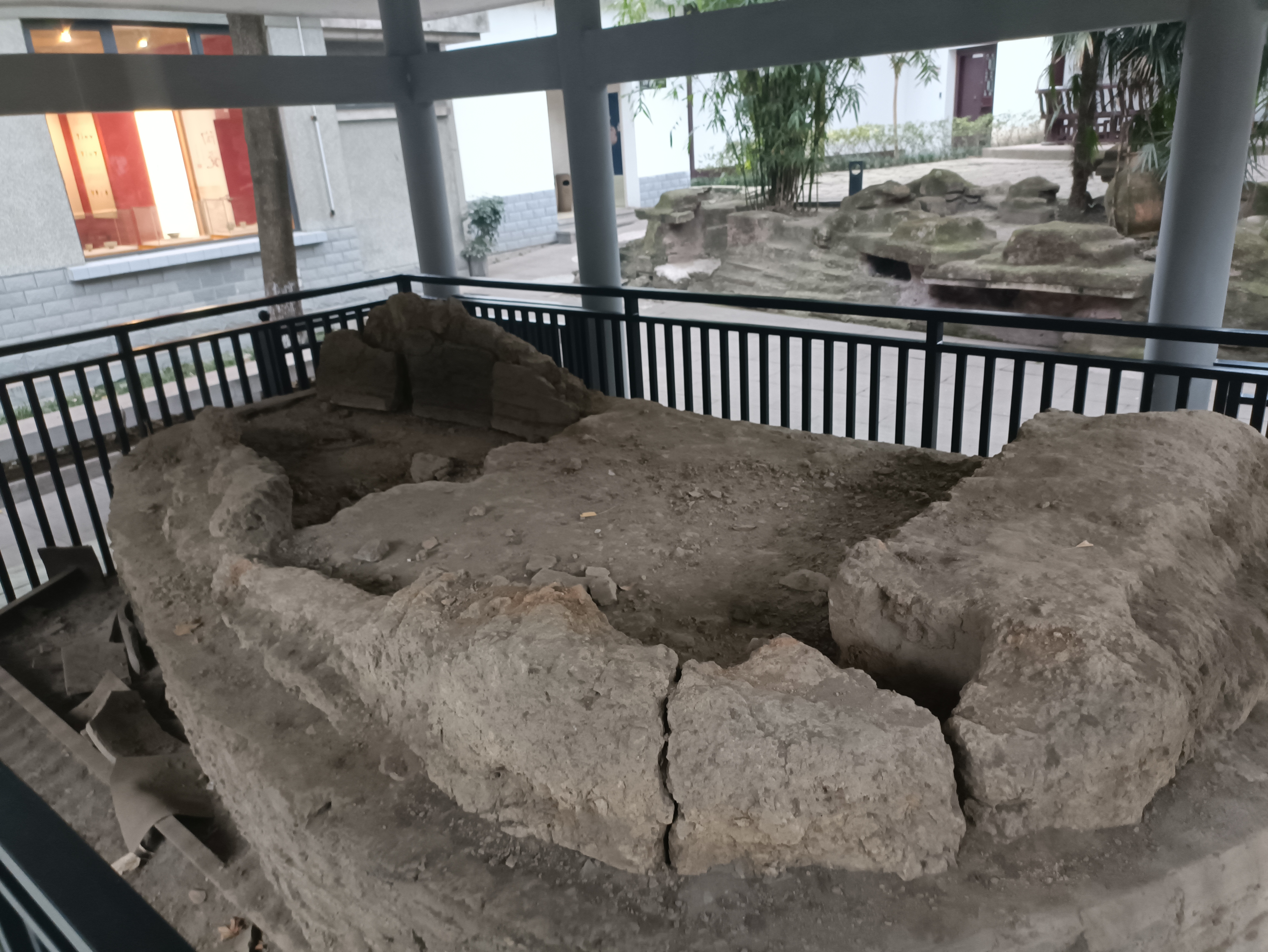
秦汉馒头窑
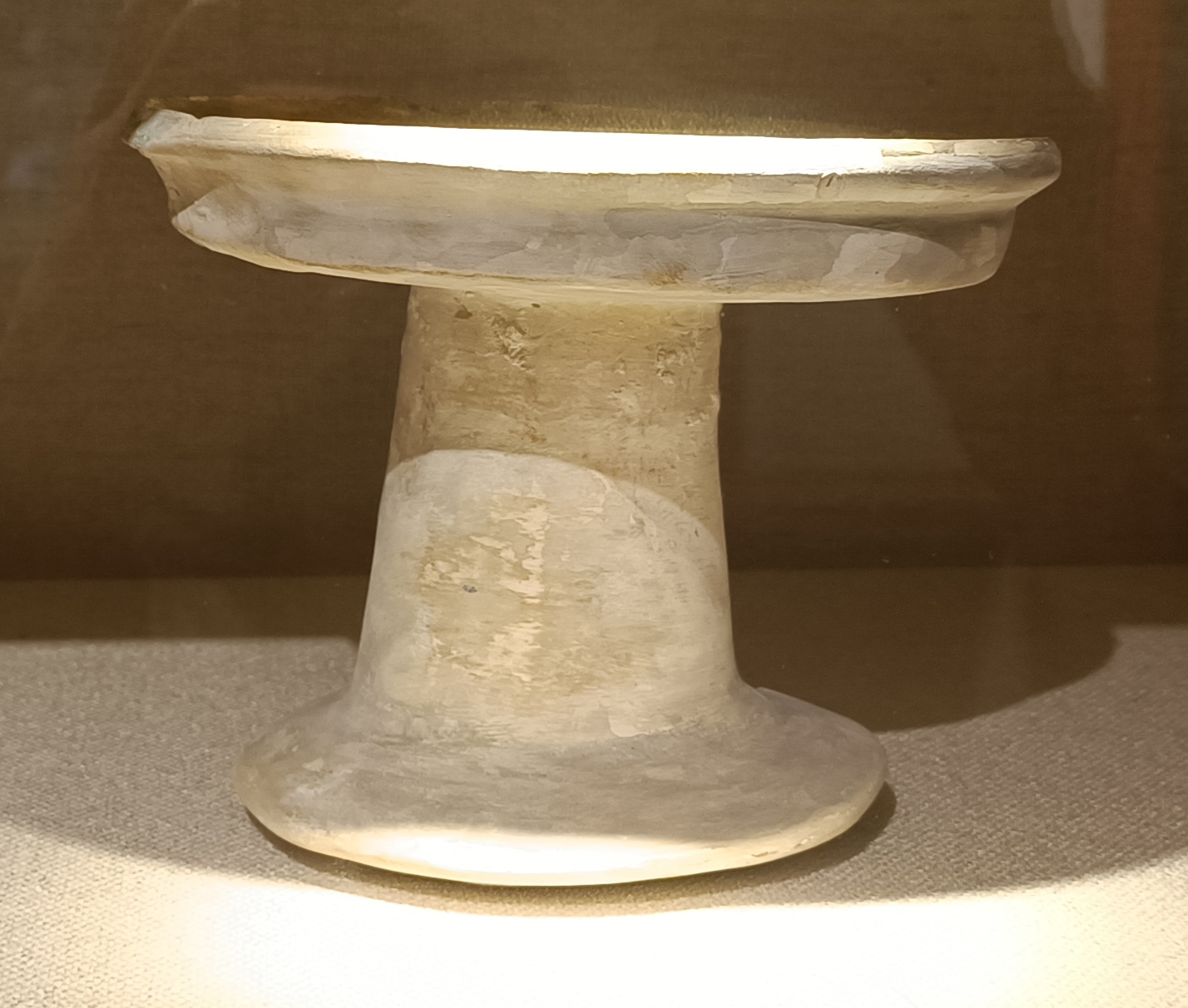
青釉瓷高足盘，南朝－隋
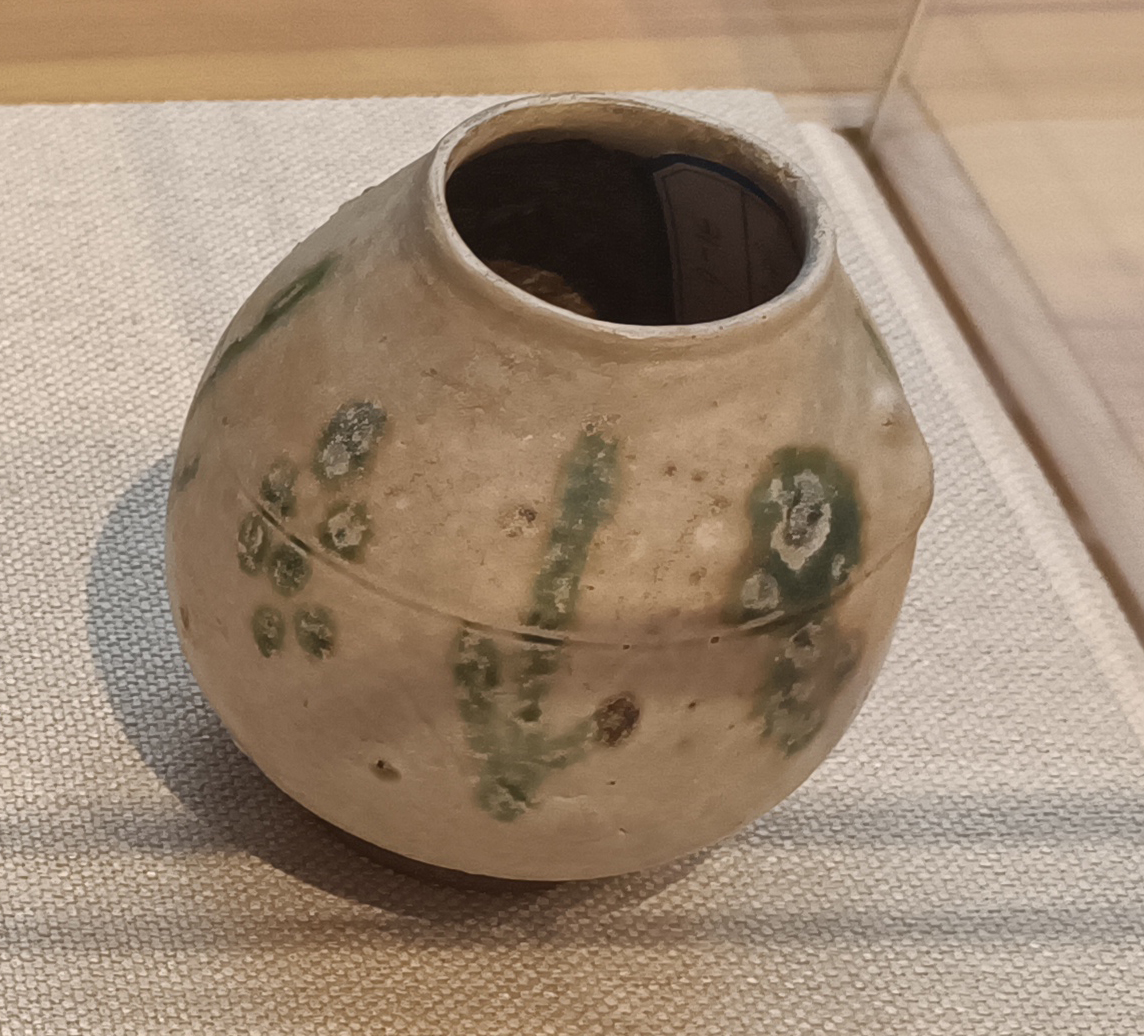
釉下绿彩草叶纹瓷罐，唐
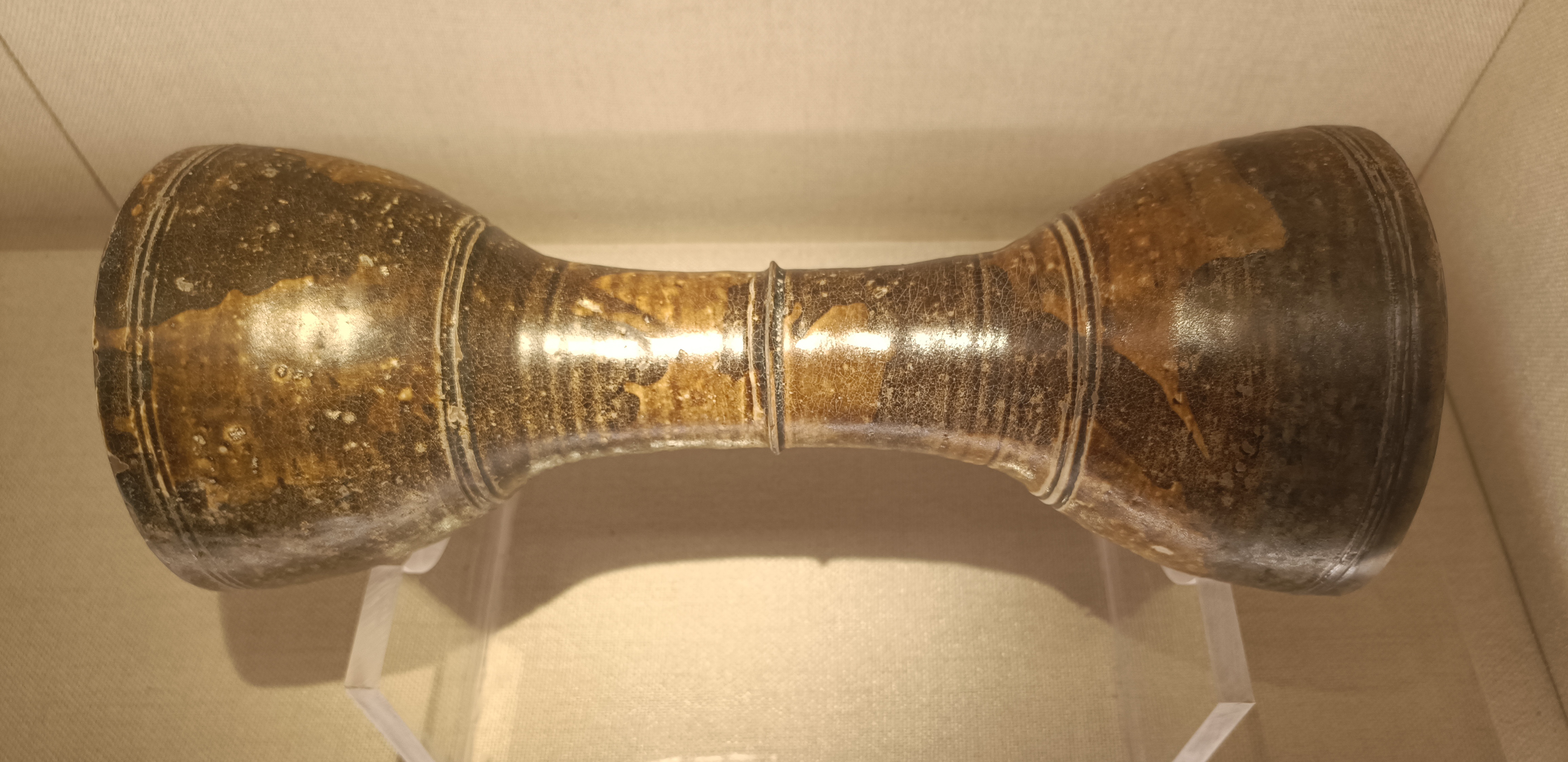
褐釉瓷鼓，唐
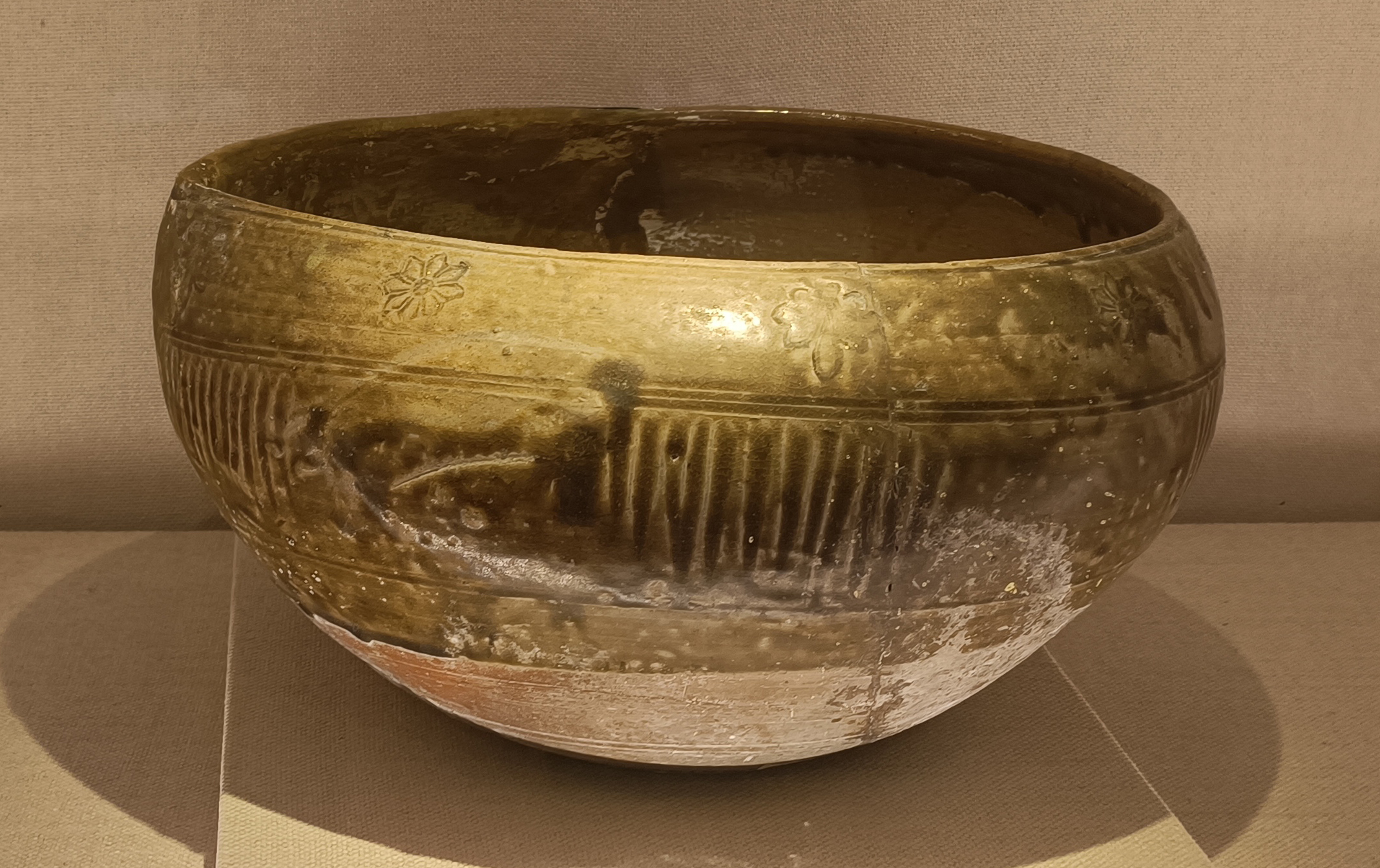
青釉印花瓷钵，唐
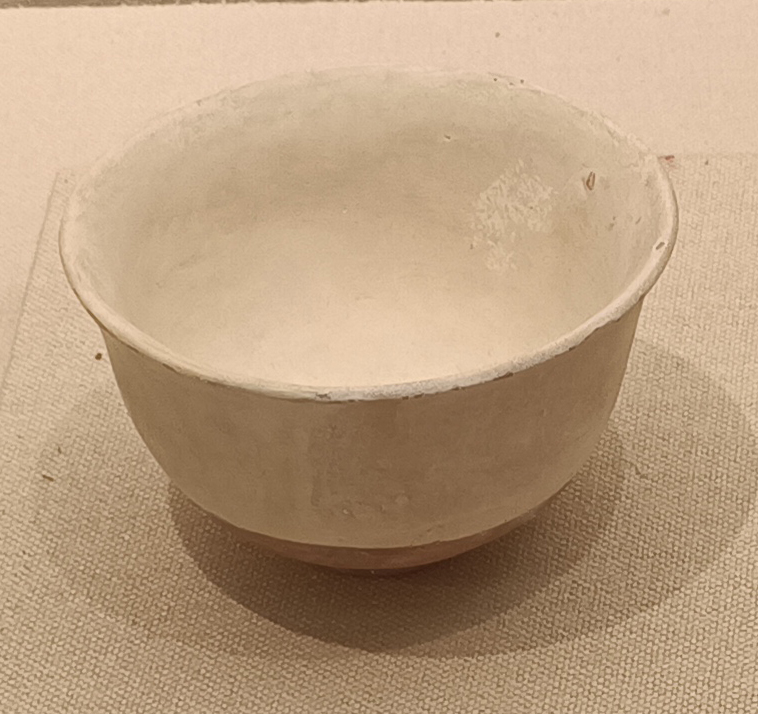
青釉深腹瓷盅，唐